# Салливан, Луис Вейд
Луис Вейд Салливан (англ. Louis Wade Sullivan; род. 3 ноября 1933, Атланта, Джорджия, США) — американский политический деятель, писатель, врач и педагог, член Республиканской партии. Министр здравоохранения и социальных служб США (1989—1993).

## Биография
Родился в Атланте, штат Джорджия. Вскоре после его рождения его родители переехали в сельскую местность Блейкли, штат Джорджия. Его отец был гробовщиком, а мать — учительницей. Родители отправили его и его брата Уолтера на время учебного года к друзьям в Атланту, где были лучшие государственные школы. В возрасте 5 лет, вдохновленный своим семейным врачом и поддержкой учителей и родителей, Салливан решил, что продолжит карьеру в сфере здравоохранения.
В 1950 году Салливан окончил среднюю школу Букера Т. Вашингтона в Атланте по классу приветствия. Затем он поступил в колледж Морхаус и окончил его с отличием в 1954 году, прежде чем с отличием получить медицинскую степень в медицинской школе Бостонского университета в 1958 году. Его последипломное образование включало интернатуру и ординатуру по внутренним болезням в Нью–Йоркской больнице — медицинском центре Корнелла (1958—1960), клиническую стипендию по патологии в Массачусетской больнице общего профиля (1960—1961) и исследовательскую стипендию по гематологии в мемориальной лаборатории Торндайка Гарвардской медицинской школы, Бостонской городской больнице (1961—1963).
Он сертифицирован по внутренним болезням и гематологии, имеет степень магистра Американского колледжа врачей и является членом академических обществ почета Phi Beta Kappa и Alpha Omega Alpha.
Салливан был преподавателем медицины в Гарвардской медицинской школе в 1963—1964 годах и доцентом медицины в медицинском колледже Сетон-Холл в 1964—1966 годах. В 1966 году он стал содиректором гематологического отделения в медицинском центре Бостонского университета, а год спустя основал гематологическую службу Бостонского университета при Бостонской городской больнице. Салливан оставался в Бостонском университете до 1975 года, занимая должности ассистента профессора медицины, адъюнкт-профессора медицины и профессора медицины. В своем преподавании он специализировался на «серповидноклеточной анемии и заболеваниях крови, связанных с дефицитом витаминов».
Он женился на Э. Джинджер Уильямсон, адвокате, 30 сентября 1955 года. У них трое детей.
Салливан является членом братства «Альфа Фи Альфа».
В 2000 году он получил почетную степень доктора филологии в Университете Оглторпа.